# Rabbe Gottlieb Wrede
Rabbe Gottlieb Wrede, född 25 april 1742 på Bolmaryd i Annerstads socken, Småland, död 10 april 1828 i Anjala var en svensk kvartermästare, kommendör av Vasaorden, medlem av släkten Wrede af Elimä och immatrikulerad på finska riddarhuset 1818 som friherre med nummer 2, son till Otto Gustaf Wrede och Charlotta Regina Duffus.

## Biografi
Wrede blev 1766 kvartermästare vid Östgöta kavalleriregemente och 1772 livdrabant. Han var känd för att tillsammans med modern vara en godhjärtad, varmt troende personlighet.
Charlotta Regina Duffus testamenterade 500 riksdaler för inrättandet av en särskilt ambulerande skola för folkets barn i Anjala. Wrede satte 1802 testamentet i verket och grundade Finlands första folkbibliotek i anslutning till skolan.
Rabbe Gottlieb Wrede hjälpte efter Gustav III:s krig (1788–1790) de anjalabor som förlorat sin egendom att komma i gång på nytt. Han var trogen den svenska kungen och begav sig varken till lantdagen i Borgå 1809 eller avlade trohetsed till kejsaren.

## Barn
- Gustaf Wrede